# 小岩城 (印地安納州)
小岩城（英語：Little Rock）是位於美國印地安納州諾克斯縣的一個非建制地區。該地的面積和人口皆未知。